# Booponus
Genre
Booponus est un genre de diptères de la famille des Calliphoridae.

## Description
Booponus est un genre de mouches de la famille des Calliphoridae découvert en 1923 par John Merton Aldrich (d) aux Philippines.
Comme tous les diptères, les espèces du genre Booponus suivent un développement holométabole et présentent quatre stades de développement : l'œuf, la larve (asticot), la nymphe (pupe) et l'imago (mouche adulte),.
Aldrich caractérise initialement le genre par l'existence d'une arista non plumeuse sur une femelle imago de l’espèce Booponus intonsus.Cette espèce découverte sur Luçon y provoque des myiases et est alors source d'inquiétude .
L'imago fait, selon les espèces, de 5 à 6 mm de long.

## Biologie
Au stade larvaire, les espèces du genre Booponus dont le développement a pu être étudié, sont des holoparasites des mammifères,.  La ponte a lieu directement sur l'hôte. Les larves se développent sous la peau de bovidés, de cervidés ou d'éléphants de l'Ancien Monde et y provoquent des myiases furonculaires,.  Un cas de myiase humaine a été rapporté. Deux espèces sont exclusives à leur hôte, Booponus inexspectatus  parasitant le seul cerf porte-musc de Sibérie tandis Booponus indicus ne parasite que l'éléphant.

## Répartition
Quatre espèces de Booponus se trouvent dans l'écozone indomalaise, les deux autres dans l'écozone paléartique en Sibérie,.

## Liste des espèces
Selon GBIF (29 janvier 2025) :
- Booponus aldrichi Senior-White, 1940
- Booponus borealis Rohdendorf, 1959
- Booponus indicus (Austen, 1930)
- Booponus inexspectatus (Grunin, 1947)
- Booponus intonsus Aldrich, 1923
- Booponus malayana Kurahashi, Benjaphong & Omar, 1997

## Systématique
Le nom valide complet (avec auteur) de ce taxon est Booponus Aldrich (d), 1923.

### Publication originale
- (en) J. M. Aldrich, « A new genus and species of fly reared from the hoof of the Carabao », Philippine journal of science, Manille, vol. 22,‎ 1923, p. 141-142 (ISSN 0031-7683, lire en ligne ).

## *Liens externes
- (en)  Myers, P. et al., Animal Diversity Web : Booponus, 2025 (consulté le 29 janvier 2025)
- (en) Catalogue of Life : Booponus Aldrich, 1923 (consulté le 29 janvier 2025)
- (fr + en) EOL : Booponus (consulté le 29 janvier 2025)
- (fr + en) GBIF : Booponus Aldrich, 1923 (consulté le 29 janvier 2025)
- (en) IRMNG : Booponus Aldrich, 1923 (consulté le 29 janvier 2025)
- (en) Taxonomicon : Booponus Aldrich, 1923 (consulté le 29 janvier 2025)